# Your Mother Should Know
A Your Mother Should Know a The Beatles együttes dala az 1967-es Magical Mystery Tour albumról, valamint dupla középlemezről. A dal szerzője Paul McCartney.
A dal címe az Egy csepp méz című filmből származik. A dallamvilága az 1930-as, 1940-es évek dalait idézi, amik McCartney apjának, James-nek a fiatalkorában voltak népszerűek. McCartney a dal megalkotásáról így nyilatkozott: "...a Cavendish Avenue-n született, az ebédlőben [...] én meg átsétáltam az ebédlőbe, és nyitott ajtó mellett pár órát elszöszmötöltem a dallal [...] Azt hiszem, a családias hangulat hozta elő a Your Mother Should Know-t."
A dal értelmezésével kapcsolatban McCartney ezt mondta: "Ki nem állhatom a generációk közötti ellentétet. Nagyon tudom sajnálni, ha a szülő vagy a gyerek nem érti meg egymást. [...] arra próbáltam célozni, hogy ajd esélyt anyádnak, hátha többet tud, mint gondolnád."
A dal rögzítésére 1967 augusztusában került sor a londoni Chappel Recording Studióba (mivel ekkor az Abbey Road Studió teljesen ki volt használva). A dal felvételi munkái alatt látogatott ki Brian Epstein, akit rossz közhangulat fogadott, ezért hamar el is távozott a helyszínről. (ekkor találkozott utoljára az együttes tagjaival) Mivel az együttes nem tudta mihez kezdjen a dallal, ezért a felvett zongoraalapot pihentették és három héttel később vették elő újra. A dalhoz több fajta harmónium hangzást kipróbált, Ringo Starr-tól pedig katonai jellegű dobpergéseket kért (ez hallható az Anthology 2 albumon megjelent változaton).
A dal elhangzik a Magical Mystery Tour film fináléjában is, ahol az együttes tagjai fehér szominkgban egy spirális lépcsősoron lépkednek le és táncolnak.

## Közreműködők
Ian MacDonal szerint:
The Beatles
- Paul McCartney - ének, vokál, zongora, basszusgitár
- John Lennon - vokál, orgona
- George Harrison - vokál, gitár
- Ringo Starr - dobok, csörgődob